# Втора криза на португалското наследство
Кризата на португалското наследство от 1580 г. води до край на властта от Авизката династия в Португалия и замяната на самостоятелното й управление с общо с това на Испания (т. нар. Иберийска уния), под егидата на Хабсбургите, което продължава след това около 60 години - до възцаряването на Жуао IV Щастливеца, като крал на Португалия.

## Иберийските колониални империи
Към края на ХVІ в. Португалия притежава богата колониална империя, възникнала в резултат от плаванията на Вашку да Гама, Педру Кабрал и от активната дейност на Франсишку Алмейда и Афонсу Албукерки. Най-ценната част от владенията обхваща редица бази в Югоизточна Азия и най-вече в Индия – Гоа, Диу, Даман, Ормуз, Малака, Макао. Португалците завладяват също Островите на подправките и монополизират търговията с подправки и луксозни стоки от изтока. Черен пипер, кимион и индийско орехче се продават в Европа на цени 20 пъти по-високи от тези, на които се купуват. Търговските пътища около Африка са военна тайна и се отбраняват с всички сили. Към португалските владения трябва да се прибави също Бразилия, чиято захар става от средата на века много ценна суровина и носи значителни доходи. Неслучайно португалският крал е най-богатият на европейския континент.
Испанците също притежават много колонии и към този момент двете държави са единствените колониални сили. През 1494 г. чрез Тордесилския договор те определят сферите на влияние и в действителност повече си сътрудничат, отколкото враждуват. Вече се е очертал общият враг в лицето на английските, френските и нидерландските пирати. Португалците изпитват първите си трудности, затова търговските слоеве са склонни да одобрят съюз с Испания. Тя се надяват, че могъщият крал Фелипе ІІ ще ги защити успешно от вражеските набези.

## Кризата на династията
Авизката династия преживява своя апогей при крал Мануел І Щастливия (1496 – 1521), който оставя стабилно наследство – шестима синове, а именно Жоао, Луиш, Фернандо, Афонсу, Енрике и Дуарте. Оттам нататък обаче наследството му бързо се стопява. Някои от тях имат деца, но постепенно остават само момичета. Дори примерът с първородния син е показателен. Жоао ІІІ (1521 – 1557) надживява единствения си син, който също се нарича Жоао. Младият престолонаследник умира внезапно на 2 януари 1554 г. на 16-годишна възраст, три седмици преди да се роди синът му Себастиао. Самият Себастиао така и не се жени, което поставя в риск продължаването на династията. От 1562 до 1568 г. негов регент е пра-чичо му Енрике, кардинал на португалската църква. Той е и фактическият престолонаследник. През 1578 г. Себастиао тръгва на поход срещу мюсюлманите в Северна Африка и намира трагично смъртта си в битката при Алкасар Кебир. Енрике (тогава на 66 години) заема престола, но поради духовния си сан нито е женен, нито може да има деца.
Испанският крал Фелипе ІІ се пада чичо на Себастиао, син на неговата сестра Катерина Австрийска. Фелипе много добре съзнава, че може да получи португалския престол като наследство. Когато през 1576 г. Себастиао му предлага общи действия в Африка, Фелипе умишлено отказва. При това, макар че на думи го убеждава да се откаже, той подсъзнателно го насърчава. Тогава идва катастрофата в Африка, а тя е пълна. Заедно с краля загиват много военачалници и принцове, избити са почти всички войници. Възцаряването на Енрике испанският крал възприема като временно отлагане на развръзката и време за подготовка. Енрике му предлага да се откаже от претенциите си, но Фелипе отказва – според него той е първостепен претендент, защото е женен за първородната дъщеря на Мануел Щастливия. Останалите претенденти са пармският херцог Ранучо І (внук на Дуарте), Еманюел Филибер Савойски (внук на Мануел по женска линия), Катерина Браганза – дъщеря на Дуарте. Никой от тях няма военните и политически възможности на Фелипе ІІ и не може да му се противопостави със сила.
Както и през 1383 г., мнозинството от португалците не искат уния с Испания. Те намират патриотичен кандидат, но отново с незаконен произход – това е Антонио де Крато, син на инфанта Луиш от негова любовница. Той е вече на 50 години, но населението го харесва. Около него се формира патриотична партия, която се подготвя за война. Само че този път испанците са я изпреварили и с много подкупи и заплахи са изградили мрежа от свои съмишленици в страната.

## Войната от 1580 г.
Фелипе избира за ръководител на происпанската партия един ренегат на име Крищовао ди Моура. Главната му задача е да направи така, че кортесите (а евентуално и папата) да не се произнесат ясно във вреда на филиповите претенции. Моура разполага с неограничени средства и започва издаването на серия брошури, които обясняват защо Фелипе трябва да е португалски крал. След смъртта на кардинал Енрике през февруари 1580 г. се създава регентски съвет от пет души, трима от които веднага са подкупени от Моура и привлечени на испанска страна.
В сравнение с това Антонио де Крато няма нито толкова средства, нито войски. Той умишлено припомня събитията от 1385 г., когато Жоао Авиз (незаконен син на крал Педро І) събира армия и побеждава кастилците при Алжубарота. Припомня също, че по този начин страната е съхранила своята независимост и призовава за същото и сега. На 24 юли той се обявява за крал в Сантарем и получава подкрепа в някои райони. Това довежда до светкавична намеса на испанците. Фелипе поверява армията на опитния Фернандо Алварес, херцогът на Алба – човек с богато минало на бойните полета. Испанската армия влиза при Бадахос, докато адмирал Санта Крус извежда корабите в морето и блокира устието на река Тежу. На 25 август се разиграва решителното сражение при река Алкантара. Там 8-те хиляди португалци са пометени от 13 хиляди испанци. „Крал“ Антонио бяга на север, а Алба влиза в примирения Лисабон.

## Съдбата на Антонио де Крато
Неуспешният монарх се опитва да организира съпротива в северните провинции, но в началото на 1581 г. трябва да се спасява във Франция. От там с група авантюристи той заминава за Азорските острови, откъдето възнамерява да управлява португалските колонии. Франция и Англия му помагат да формира малка военна ескадра, но през юли 1582 г. тя търпи тежко поражение от флотилията на Санта Крус (битките при Понта Делгада и при остров Сао Мигуел). Принуден отново да бяга, Антонио стига в Англия. Той придружава сър Френсис Дрейк в неговия рейд към бреговете на Пиренейския полуостров през 1589 г. и слиза на азорския остров Тершейра. И този последен опит да се задържи на някаква португалска територия приключва безславно.

## Създаване на Иберийската уния
Фелипе ІІ свиква нови кортеси в Томар, които го признават за крал. Стъпвайки на факта, че още преди нападението той обещава на португалците пълно спазване на правата и зачитане на португалската автономия, кортесите издават документа Carta Patente, с който официално регламентират положението на страната сред владенията на испанския крал. Всички португалски кортеси трябва да се свикват в Португалия и само те да приемат законите, които я касаят; вицекрал да бъде само португалец или член на кралското семейство; на всички останали постове да се назначават само португалци; в страната да има само португалски войски; да се създаде Съвет за Португалия (създава се през 1582), който да съветва краля за португалските дела; колониите и търговията с тях да останат под португалски контрол, а митниците между двете държави да се ликвидират. Този забележителен документ, издаден от Фелипе ІІ, дава на Португалия много повече, отколкото която и да било друга част от испанската корона. Той показва, че регионализмът е в духа на Хабсбургите и чрез него Португалия се превръща действително само в още едно кралство към и бездруго дългия списък на испанския владетел.